# Eugeni de Savoia
Eugeni de Savoia-Soissons (París, 18 d'octubre de 1663 - Viena, 21 d'abril de 1736) fou príncep de Savoia-Carignano. Va ser un mecenes, humanista i brillant general al servei de l'Arxiducat d'Àustria.
Nascut a París, Eugeni, després d'abandonar els seus estudis eclesiàstics, es va educar a la cort del rei Lluís XIV de França. Basant-se en el costum que els fills més joves de les famílies nobles estaven destinats al sacerdoci, el príncep es va preparar inicialment per a una carrera de clergat, però als 19 anys ja s'havia decidit a una carrera militar. A causa del seu pobre físic i port, i potser a causa d'un escàndol que implicava la seva mare Olympe, va ser rebutjat per Lluís XIV per servir a l'exèrcit francès. Eugeni es va traslladar a Àustria i va transferir la seva lleialtat al Sacre Imperi Romanogermànic.
En una carrera de sis dècades, Eugeni va servir a tres emperadors del Sacre Imperi: Leopold I, Josep I i Carles VI. Les seves primeres experiències de batalla van ser en batalles controla els otomans a la Setge de Viena el 1683 i la posterior Gran Guerra Turca, abans de servir durant la Guerra dels Nou Anys, en la qual va lluitar al costat del seu cosí, el duc de Savoia. La fama del príncep es va assegurar amb la seva decisiva victòria contra els otomans a la Batalla de Senta el 1697, la qual cosa li va valer la fama a tot Europa. Eugeni va millorar la seva posició durant la Guerra de Successió Espanyola, on la seva associació amb el Duc de Marlborough va aconseguir victòries contra els francesos als camps de la Blenheim (1704), Oudenaarde (1708) i Malplaquet (1709); va obtenir més èxits en la guerra com a comandant imperial al nord d'Itàlia, sobretot durant el Setge de Torí (1706). El 1714, durant la negociació de la pau amb Felip V de Castella, va temptejar debades de fer respectar les constitucions catalanes. Les renovades hostilitats contra els otomans a la Guerra austro-turca (1716-1718) van consolidar la seva reputació, amb victòries a les batalles de Petrovaradin (1716) i el trobada decisiva al Setge de Belgrad el 1717.
Al llarg de finals de la dècada de 1720, la influència i la diplomàcia hàbil d'Eugeni van aconseguir assegurar a l'emperador poderosos aliats en les seves lluites dinàstiques amb els poders de la Dinastia borbònica, però fràgil físicament i mentalment en els seus darrers anys, Eugene va gaudir de menys èxit com a comandant en cap de l'exèrcit durant el seu conflicte final, la Guerra de Successió de Polònia. No obstant això, a Àustria, la reputació d'Eugene roman inigualable. Encara que les opinions difereixen pel que fa al seu caràcter, no hi ha disputa sobre els seus grans èxits: va ajudar a salvar l'Imperi dels Habsburg de la conquesta francesa; va trencar l'empenta cap a l'oest dels otomans, alliberant parts d'Europa després d'un segle i mig d'ocupació turca; i va ser un dels grans mecenes de les arts el llegat constructiu del qual encara avui es pot veure a Viena. Eugene va morir mentre dormia a casa seva el 21 d'abril de 1736, als 72 anys.

## Família i joventut

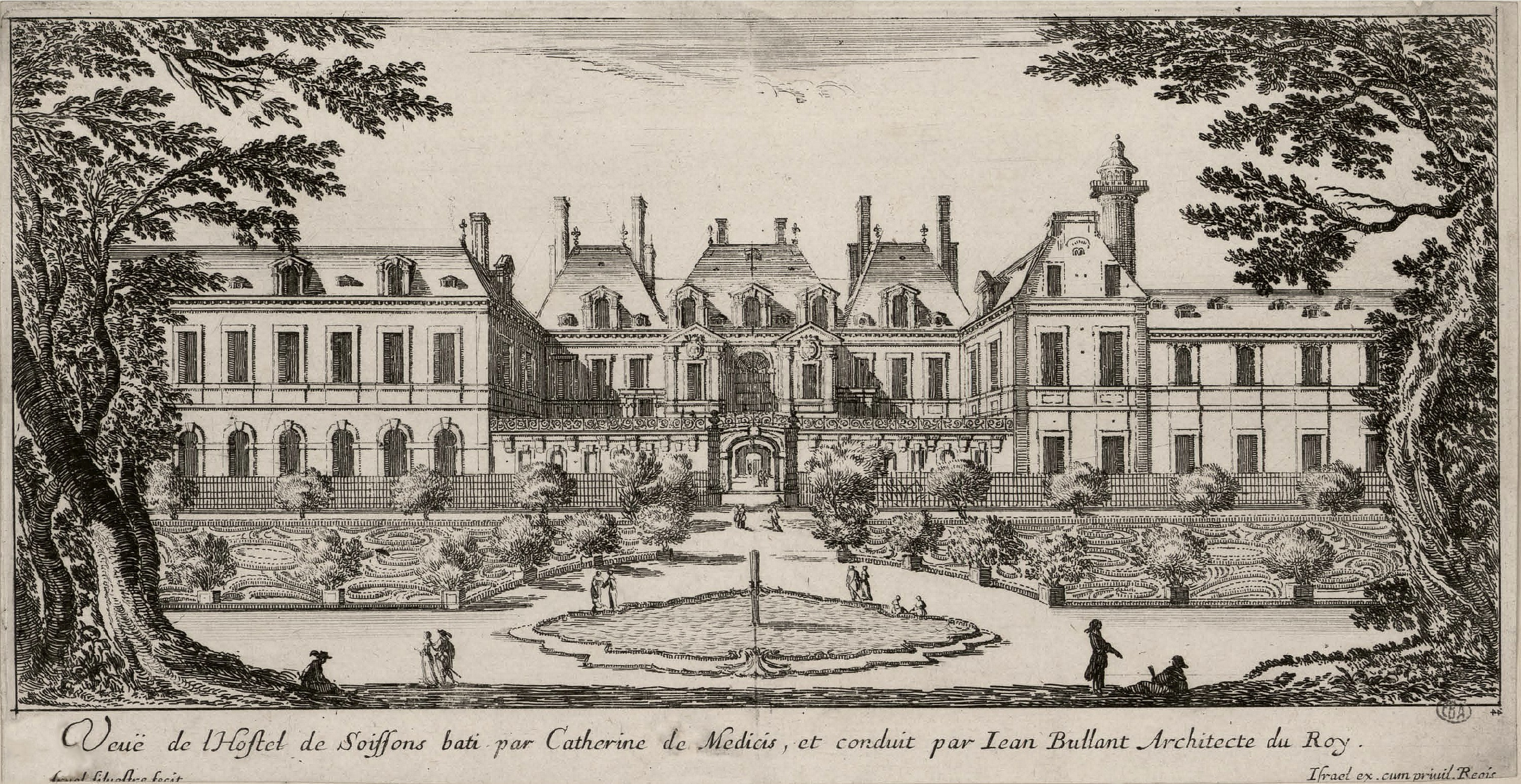
Palau Soissons, lloc de naixement d'Eugeni. Làmina d'Israel Silvestre del 1650.

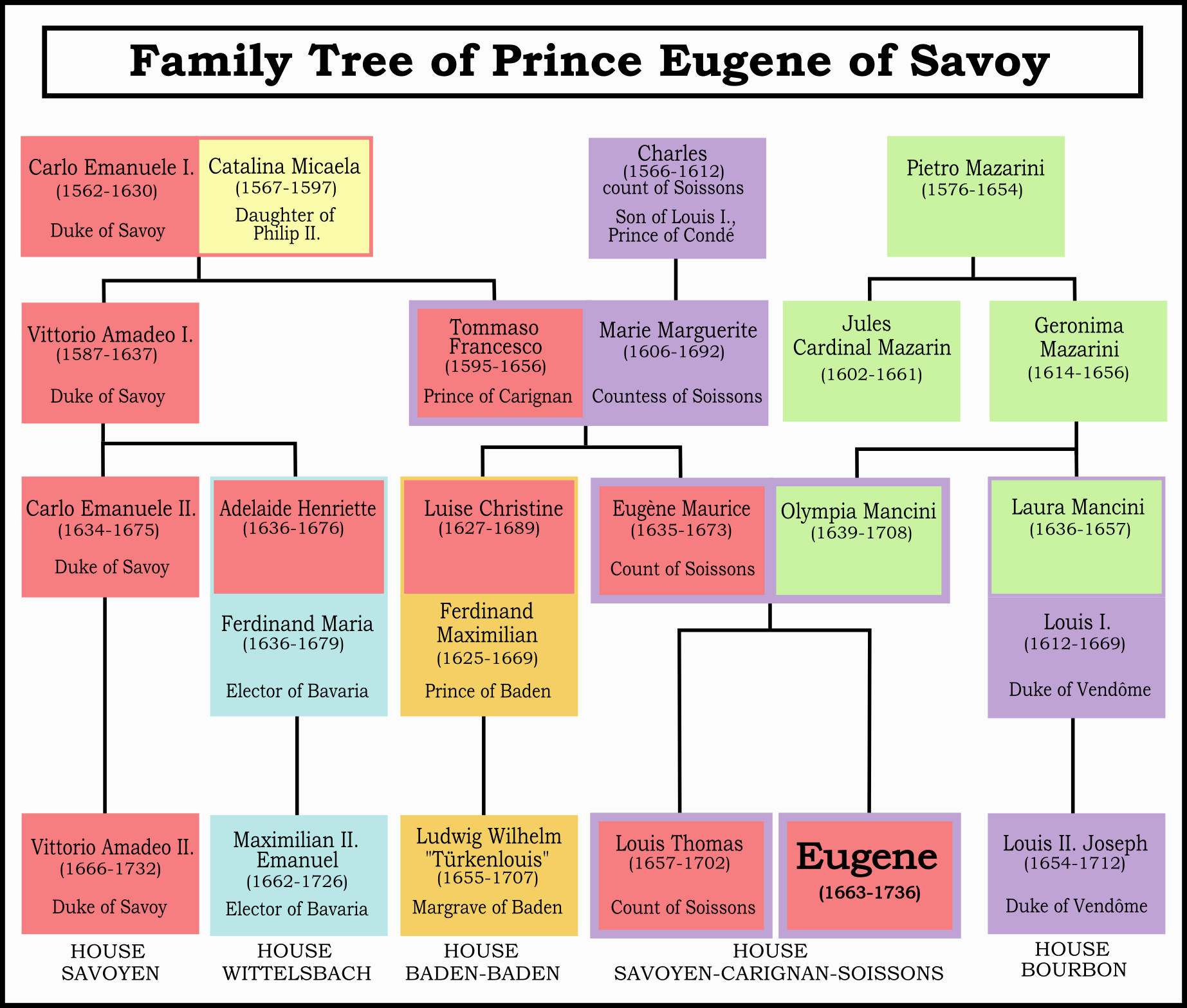
Genealogia del Príncep Eugeni.

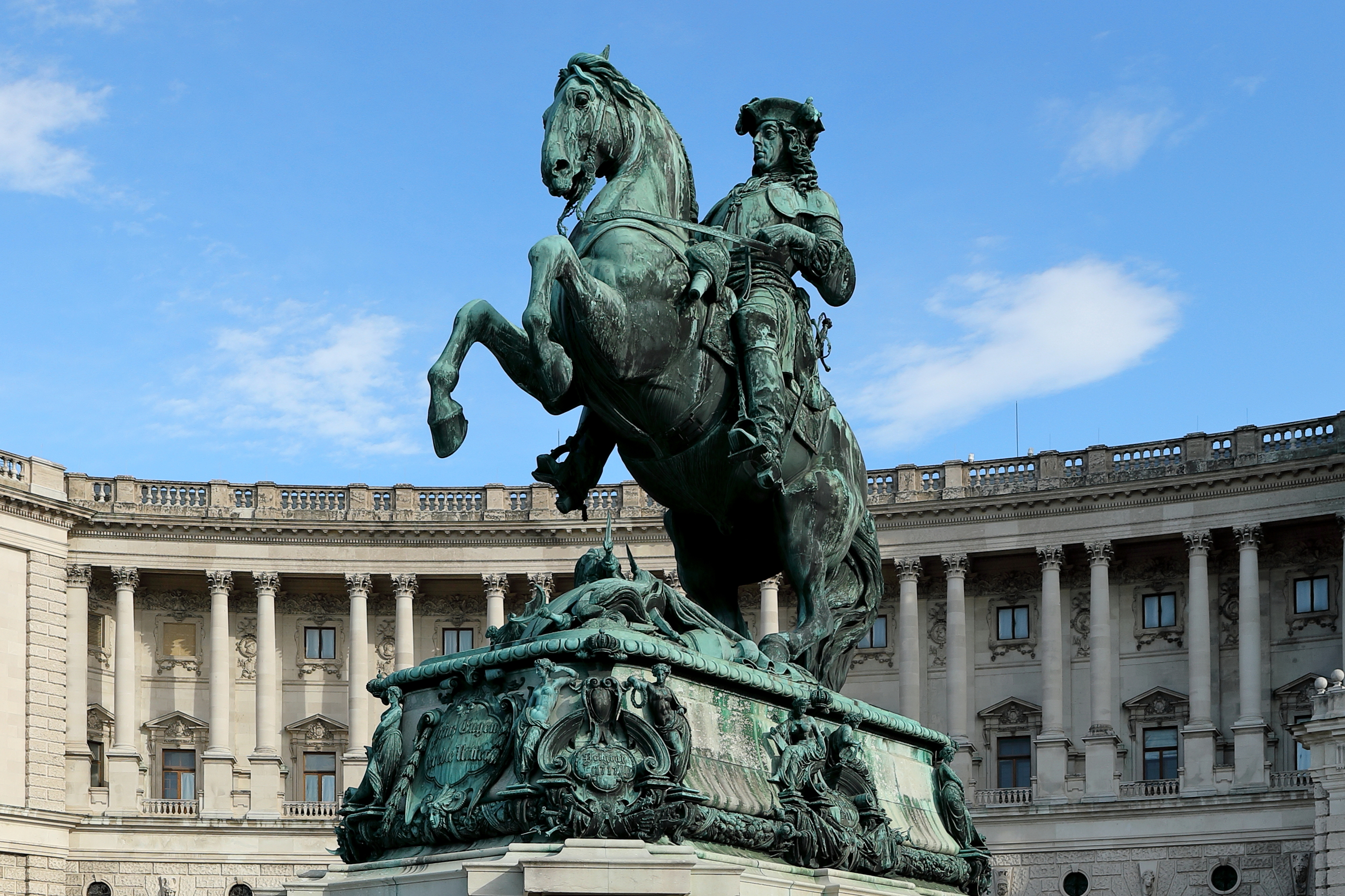
Monument al Príncep Eugeni a la Plaça dels Herois (Heldenplatz) a Viena

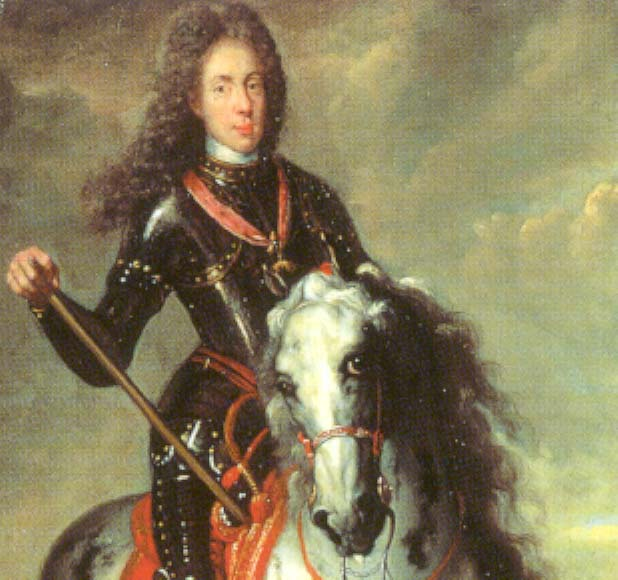
Eugeni de Savoia-Carignano

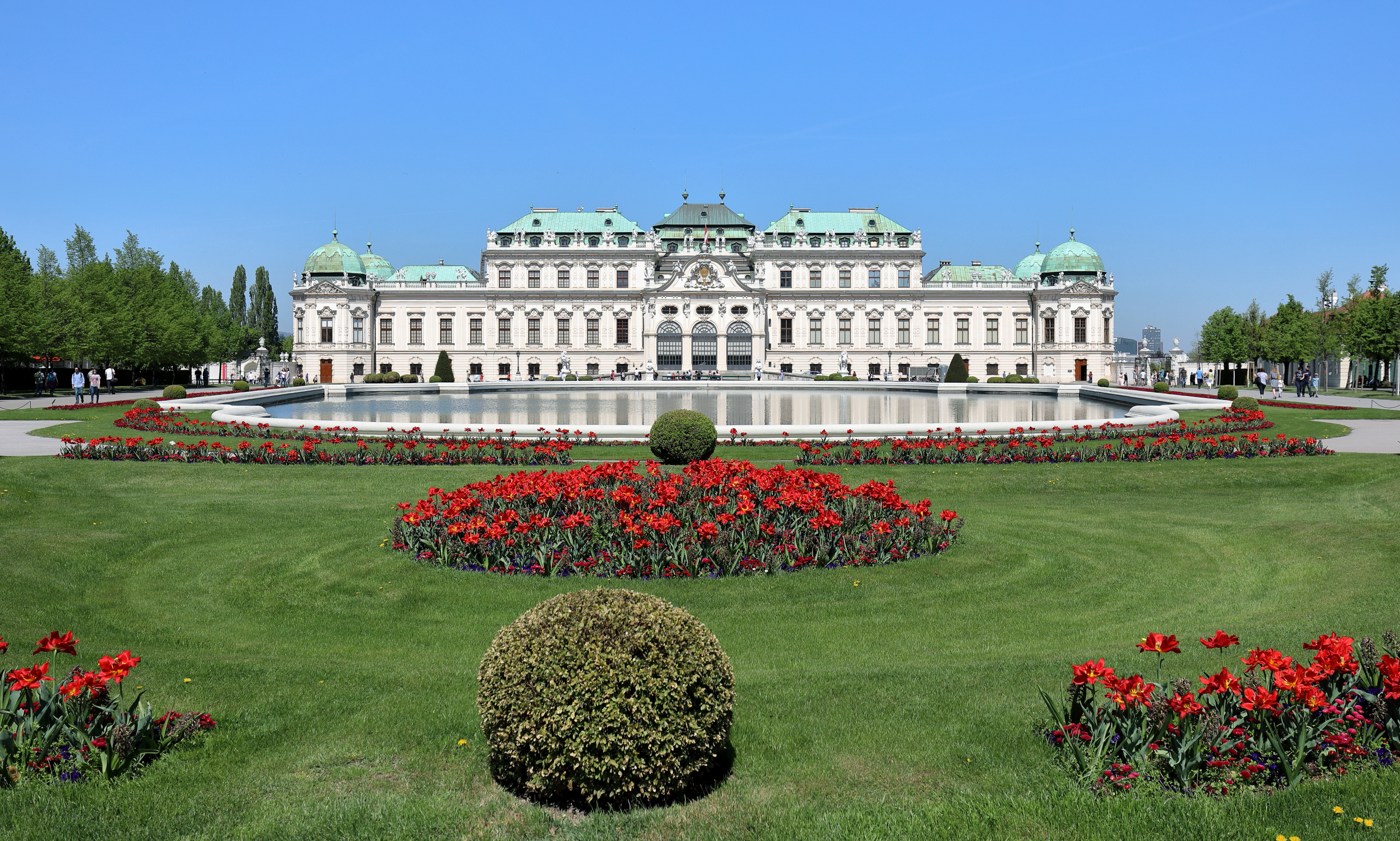
Palau Belvedere, la residència vienesa del príncep

Fou el cinquè fill del príncep Eugeni Maurici de Savoia-Carignano, comte de Soissons, general i governador de Lluís XIV de França, i d'Olympe Mancini, així com nebot segon de Giulio Raimondo Mazzarino, el cardenal Mazzarino. Es va criar a la cort de Lluís XIV i va ser destinat a la carrera eclesiàstica, ja que de petit ja posseïa dues abadies el 1678. No obstant això, s'inclinava més per la carrera militar i va sol·licitar el comandament d'un batalló, denegat per Lluís XIV, al·legant que era eixut i de curta estatura, però probablement també perquè la seva mare vivia des de feia tres anys a l'exili acusada d'haver enverinat el seu marit.

## Eugeni com a oficial del Sacre Imperi Romanogermànic

### Expulsió dels turcs de Viena
Desairat en les seves pretensions, va oferir els seus serveis a l'emperador Leopold I del Sacre Imperi Romanogermànic. El juliol de 1683 va tenir notícia que el seu germà, el coronel Lluís Juli de Savoia, havia caigut a Petronell (Baixa Àustria) lluitant contra els tàtars de Crimea. Amb l'esperança d'obtenir el regiment de dragons que manava el seu germà, va dirigir-se a Passau (Baviera) per entrevistar-se amb l'emperador Leopold I, qui el va nomenar oficial, però no li va concedir el comandament demanat, de manera que el jove tinent coronel es va allistar com voluntari a les tropes que van anar a socórrer Viena, assetjada pels turcs, durant el setge del 1683. Així, Eugeni va participar en el setge de Viena amb el seu cosí Lluís Guillem de Baden-Baden, anomenat Lluís el Turc. Les batalles van resultar victorioses per al Sacre Imperi romanogermànic, i els turcs a la fi van veure's forçats a fugir cap a l'est, i refugiar-se als territoris hongaresos.

### Ocupació dels territoris hongaresos i expulsió dels turcs
Immediatament, davant el debilitament turc otomà, l'emperador Leopold I va veure l'oportunitat per recuperar els territoris hongaresos que es trobaven en mans turques des de 1526, enviant els seus exèrcits comandats per Eugeni de Savoia, que el 1686 van aconseguir ocupar la ciutat de Buda, capital del regne hongarès. Després van seguir una sèrie de batalles al llarg del territori hongarès, incloent la presa de Belgrad el 1688, que des d'aquell moment va formar part del regne hongarès.
En 1683 va ser nomenat coronel del seu propi regiment de dragons i a partir de llavors va ascendir l'escala militar fins a obtenir el grau de general de cavalleria el 1690 i mariscal de camp el 1693.
El 1696 manava l'exèrcit imperial al nord d'Itàlia i un any després va dirigir la contraofensiva al Regne d'Hongria contra els turcs. La seva fama d'estrateg la va adquirir amb la victòria decisiva que va aconseguir a la batalla de Zenta el 1697, on va aniquilar al gruix de l'exèrcit otomà quan creuava un riu. Tot seguit va conquistar Sarajevo i ordenar incendiar la ciutat, fet que avui encara es recorda. El sultà turc es va veure obligat a signar la pau de Carlowitz el 1699 i, com a conseqüència d'aquesta campanya, la part d'Hongria ocupada pels turcs, Transsilvània i Eslavònia van passar a domini austríac. Amb això es va acabar l'expulsió dels turcs del territori hongarès i les seves dependències, i d'aquesta manera, aquests van passar completament a mans de l'emperador germànic, que es va fer coronar com a rei d'Hongria.

### Guerra de Successió Espanyola
Durant la Guerra de Successió Espanyola, el príncep Eugeni va ser comandant de les tropes de l'Emperador al nord d'Itàlia, on es van lliurar les batalles de Carpi el 1701, Cremona i Luzzara el 1702. Juntament amb el Duc de Marlborough, cap anglès de la Gran Aliança, van aconseguir brillants victòries a les batalles de Blenheim (o de Höchstädt) (1704), Ramillies (1706, només Marlborough), Torí (1706), només el Príncep Eugeni), Oudenaarde (1708) i Malplaquet (1709). Va fer un viatge a Anglaterra per assegurar l'aliança entre l'Imperi i Anglaterra, però no va aconseguir el seu propòsit.
Va participar en les converses preparatives al Tractat de Rastatt el 1714, on proposava la creació d'un principat a Limburg, per a la princesa dels Ursins, la cambrera principal de Felip V de Castella en bescanvi pel respecte a les Constitucions Catalanes, Felip V va refusar ambdues condicions. Després de la pau de 1714, Eugeni va ser nomenat governador dels Països Baixos austríacs, fins que, trencada la pau amb els turcs, va marxar contra ells i vèncer a Petrovaradin (1716). El 1734 va haver d'intervenir en la Guerra de Successió de Polònia, encara que per poc temps, ja que era massa gran.

## Vellesa

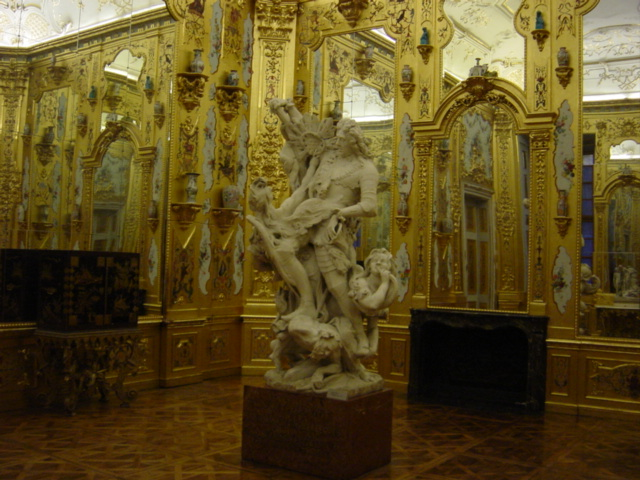
Eugeni de Savoia en una escultura com «Príncep del Sol»

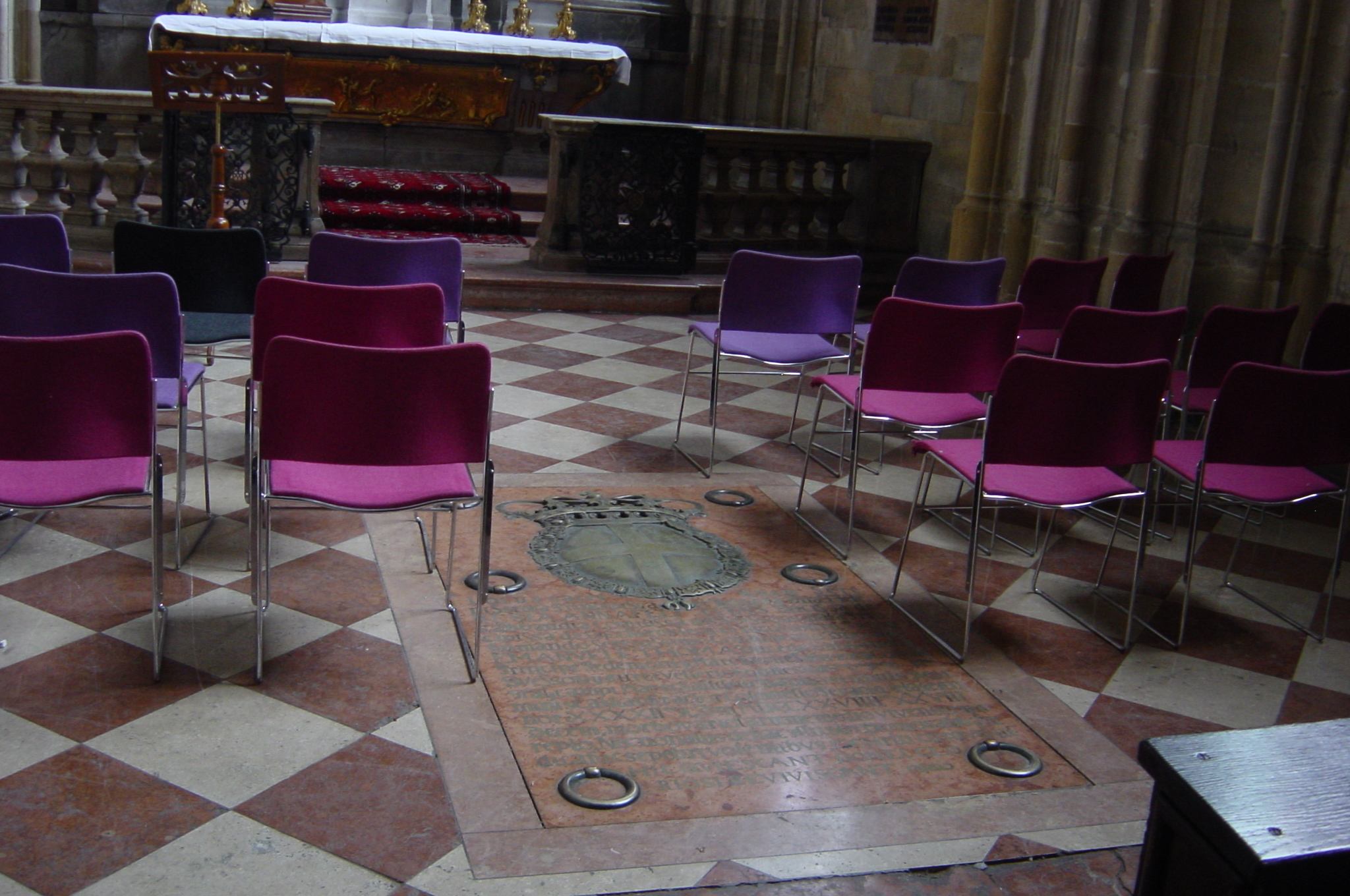
La seva tomba a Viena, a la Catedral de Sant Esteve

El 1703 va fer construir a Viena el Stadtpalais segons plànols de Johann Bernhard Fischer von Erlach. El 1726 va comprar el palau Hof, a Marchfeld, i al seu arquitecte favorit Juan Lucas von Hildebrandt li va encarregar el Palau Belvedere, que es va edificar en dues etapes, la primera el 1714 i la segona a partir de 1721, un palau barroc al tercer districte de Viena. La construcció de les diverses parts del complex palatí va continuar fins al 1723.
La seva notable col·lecció de llibres, anomenada Eugeniana, està allotjada al fastuós saló de la Biblioteca Nacional d'Àustria. Va estar relacionat amb els filòsofs de l'època, com Leibniz, Montesquieu i Voltaire. Eugeni era molt popular entre els seus soldats, ja que solia marxar al capdavant d'ells a les batalles, on va resultar ferit tretze vegades. També era apreciat per la seva servitud pel seu comportament social (p. ex. donava treball als jardiners fins i tot a l'hivern). A la seva mansió a la ciutat de Viena, el Palau Príncep Eugeni, s'inclouen escultures d'un erotisme masculí patent a l'exterior, i estàtues d'homes nus i fornits a la gran caixa de l'escala, però no han sobreviscut registres de les seves afinitats masculines. Eugeni de Savoia és referit sovint com "Mart si no una Venus".
Una de les noves possessions austríaques després de la Guerra de Successió Espanyola van ser els Països Baixos austríacs, anteriorment espanyols. Eugeni va ser nomenat governador d'aquesta àrea, i més tard va arribar a ser regent dels Estats austríacs a Itàlia. Només dos anys després del final de la guerra contra França, Eugeni va conduir els exèrcits austríacs durant la tercera Guerra austroturca (1716-1718), a la qual van participar molts militars autriacistes, com Ermengol Amill i Moliner, exiliats després de la Caiguda de Barcelona (1714). Gràcies a la victòria a la batalla de Petrovaradin, Hongria va ser alliberada dels turcs i la fortalesa de Belgrad va ser conquerida per Eugeni el 22 d'agost de 1717, en prendre-la amb un inesperat pont sobre un dic. Aquesta victòria va ser commemorada amb la tradicional cançó Prinz Eugen, der edle Ritter (Príncep Eugeni, el noble cavaller) i es va commemorar amb la fundació de la cerveseria Timişoreana. La Batalla de Belgrad va conduir al Tractat de Passarowitz. Al final de la seva vida, Eugeni va lluitar a la seva última guerra, la Guerra de Successió de Polònia.
Eugeni va morir de pneumònia a Viena el 1736, mentre dormia, després d'una nit jugant a les cartes amb la seva vella amiga, la Comtessa de Batthyany. Una llegenda diu que un lleó del zoològic del seu palau va morir aquella mateixa nit. És enterrat a la capella d'honor de la catedral vienesa de Sant Esteve.

## Llegat
A la seva mort, Eugeni era un dels homes de major riquesa d'Europa. La seva fortuna va passar a la seva neboda, la princesa Maria Anna Victòria de Savoia, que ell mai no havia conegut. Ella va malvendre tot el seu patrimoni, i la seva extensa biblioteca fou adquirida per l'emperador austríac, i aquesta va formar el nucli del que és avui dia la Biblioteca Nacional austríaca.
En la literatura hispànica, es destaquen els elogis a Eugeni de Savoia de Juan Amor de Soria i Gregori Maians. Més tard, les marines de guerra d'Àustria, Itàlia i Alemanya van nomenar diversos vaixells al seu honor, el més famós n'és el Creuer Prinz Eugen de la Segona Guerra Mundial. També la 7a Divisió de Voluntaris de Muntanya SS Prinz Eugen portava el seu nom. Més recentment (2007), apareix com un dels personatges a la novel·la històrica 1707: El somni perdut de l'escriptor valencià Juan Ramón Barat.